# Hishoku no Sora
«Hishoku no Sora» (緋色の空, «Cielo Escarlata») es el segundo sencillo de la cantante de J-Pop Mami Kawada. La primera canción del tracklist, fue utilizada como ópening del anime Shakugan no Shana. Este sencillo alcanzó la posición número #11 en la lista de sencillos de Oricon y vendió alrededor de 16 503 copias en su primera semana en lista y vendió un total de 36 661 copias.

## Canciones
1. «Hishoku no Sora» - 4:15
Composición: Tomoyuki Nakazawa
Arreglos: Tomoyuki Nakazawa, Takeshi Ozaki
Letras: Mami Kawada
2. «another planet» - 5:50
composición: Tomoyuki Nakazawa
Arreglos: Tomoyuki Nakazawa
Letras: Mami Kawada
3. «another planet» ~twilight~ - 4:01
Composición: Tomoyuki Nakazawa
Arreglos: Maiko Iuchi
Letras: Mami Kawada
4. «Hishoku no Sora» (instrumental) - 4:14
5. «another planet» (instrumental) - 5:49

- Datos: Q1046901